# Сен-Женгольф (замок)
Замок Сен-Женго́льф (фр. Château de Saint-Gingolph) — замок в швейцарской коммуне Сен-Женгольф. В настоящее время в помещениях замка размещается ратуша коммуны и Музей традиций и барок Женевского озера.
Замок имеет статус памятника истории регионального значения.

## История
Синьория Сен-Женгольф возникла в 1153 году. Первоначально она принадлежала аббатству Сен-Мартин д’Энэ, с конца XII века — аббатству Абонданс.
В 1536 году аббат аббатства Абонданс продал синьорию Сен-Женгольф Жаку дю Нант де Грайи. В 1588 году он построил нынешний замок. В 1677 году синьорию и замок купил Жак де Ридматтен. Семья Ридматтен владела замком до 1826 года, когда его купил граф де Риваз. В 1837 году его потомки продали замок коммуне Сен-Женгольф, которая разместила в ней ратушу, школу и пост жандармерии.